# Étienne Daho/Diskografie
Diese Diskografie ist eine Übersicht über die musikalischen Werke des französischen Sängers Étienne Daho. Den Schallplattenauszeichnungen zufolge hat er bisher mehr als 2,8 Millionen Tonträger verkauft, davon alleine in seiner Heimat über 2,7 Millionen. Seine erfolgreichste Veröffentlichung ist das Album Pop Satori mit über 400.000 verkauften Einheiten.

## Alben

### Studioalben
| Jahr | Titel                                     | Höchstplatzierung, Gesamtwochen, AuszeichnungChartplatzierungen (Jahr, Titel, Platzierungen, Wochen, Auszeichnungen, Anmerkungen) | Höchstplatzierung, Gesamtwochen, AuszeichnungChartplatzierungen (Jahr, Titel, Platzierungen, Wochen, Auszeichnungen, Anmerkungen) | Höchstplatzierung, Gesamtwochen, AuszeichnungChartplatzierungen (Jahr, Titel, Platzierungen, Wochen, Auszeichnungen, Anmerkungen) | Höchstplatzierung, Gesamtwochen, AuszeichnungChartplatzierungen (Jahr, Titel, Platzierungen, Wochen, Auszeichnungen, Anmerkungen) | Höchstplatzierung, Gesamtwochen, AuszeichnungChartplatzierungen (Jahr, Titel, Platzierungen, Wochen, Auszeichnungen, Anmerkungen) | Anmerkungen                                                 |
| Jahr | Titel                                     | DE | CH | UK | FR | BEW | Anmerkungen                                                 |
| ---- | ----------------------------------------- | --- | --- | --- | --- | --- | ----------------------------------------------------------- |
| 1981 | Mythomane                                 | — | — | — | — | — | Erstveröffentlichung: November 1981                         |
| 1984 | La notte, la notte                        | — | — | — | FR— ×2DoppelgoldFR | — | Erstveröffentlichung: 3. März 1984 Verkäufe: + 200.000      |
| 1985 | Tombé pour la France                      | — | — | — | — | — | Erstveröffentlichung: 4. März 1985 Mini-Album               |
| 1986 | Pop Satori                                | — | — | — | FR— PlatinFR | — | Erstveröffentlichung: 1. April 1986 Verkäufe: + 400.000     |
| 1988 | Pour nos vies martiennes                  | — | — | — | FR— PlatinFR | — | Erstveröffentlichung: 1. Juni 1988 Verkäufe: + 300.000      |
| 1991 | Paris ailleurs                            | — | — | — | FR— PlatinFR | — | Erstveröffentlichung: 6. Dezember 1991 Verkäufe: + 300.000  |
| 1996 | Eden                                      | — | — | — | FR7 Gold · (12 Wo.)FR | BEW8 (6 Wo.)BEW | Erstveröffentlichung: 19. November 1996 Verkäufe: + 100.000 |
| 2000 | Corps et armes                            | — | CH64 (4 Wo.)CH | — | FR1 Gold · (12 Wo.)FR | BEW3 (24 Wo.)BEW | Erstveröffentlichung: 18. März 2000 Verkäufe: + 100.000     |
| 2003 | Réévolution                               | — | CH56 (2 Wo.)CH | — | FR5 Gold · (39 Wo.)FR | BEW2 (31 Wo.)BEW | Erstveröffentlichung: 3. November 2003 Verkäufe: + 100.000  |
| 2007 | L’invitation                              | — | CH51 (4 Wo.)CH | — | FR2 Platin · (52 Wo.)FR | BEW9 (19 Wo.)BEW | Erstveröffentlichung: 2. November 2007 Verkäufe: + 100.000  |
| 2013 | Les chansons de l’innocence retrouvée     | — | CH34 (3 Wo.)CH | — | FR3 Platin · (33 Wo.)FR | BEW6 (48 Wo.)BEW | Erstveröffentlichung: 15. November 2013 Verkäufe: + 100.000 |
| 2014 | Diskönoir                                 | — | — | — | FR53 (6 Wo.)FR | BEW54 (11 Wo.)BEW | Erstveröffentlichung: 24. November 2014                     |
| 2015 | L’homme qui marche – Best of Etienne Daho | — | CH76 (1 Wo.)CH | — | FR14 (12 Wo.)FR | BEW17 (34 Wo.)BEW | Erstveröffentlichung: 6. November 2015                      |
| 2017 | Blitz                                     | — | CH23 (3 Wo.)CH | — | FR6 (16 Wo.)FR | BEW5 (35 Wo.)BEW | Erstveröffentlichung: 17. November 2017                     |
| 2023 | Tirer la nuit sur les étoiles             | — | CH10 (2 Wo.)CH | — | FR1 Gold · (16 Wo.)FR | BEW1 (15 Wo.)BEW | Erstveröffentlichung: 12. Mai 2023 Verkäufe: + 50.000       |

grau schraffiert: keine Chartdaten aus diesem Jahr verfügbar

### Gemeinschaftsalben
| Jahr | Titel                   | Höchstplatzierung, Gesamtwochen, AuszeichnungChartplatzierungen (Jahr, Titel, Platzierungen, Wochen, Auszeichnungen, Anmerkungen) | Höchstplatzierung, Gesamtwochen, AuszeichnungChartplatzierungen (Jahr, Titel, Platzierungen, Wochen, Auszeichnungen, Anmerkungen) | Höchstplatzierung, Gesamtwochen, AuszeichnungChartplatzierungen (Jahr, Titel, Platzierungen, Wochen, Auszeichnungen, Anmerkungen) | Höchstplatzierung, Gesamtwochen, AuszeichnungChartplatzierungen (Jahr, Titel, Platzierungen, Wochen, Auszeichnungen, Anmerkungen) | Höchstplatzierung, Gesamtwochen, AuszeichnungChartplatzierungen (Jahr, Titel, Platzierungen, Wochen, Auszeichnungen, Anmerkungen) | Anmerkungen                                                                   |
| Jahr | Titel                   | DE | CH | UK | FR | BEW | Anmerkungen                                                                   |
| ---- | ----------------------- | --- | --- | --- | --- | --- | ----------------------------------------------------------------------------- |
| 2010 | Le condamné à mort      | — | — | — | FR35 (9 Wo.)FR | BEW46 (4 Wo.)BEW | Erstveröffentlichung: 12. November 2010 mit Jeanne Moreau                     |
| 2019 | Résérection (1995–1998) | — | — | — | — | BEW64 (3 Wo.)BEW | Erstveröffentlichung: 25. Oktober 2019 mit Saint Etienne als St. Étienne Daho |

### Livealben
| Jahr | Titel             | Höchstplatzierung, Gesamtwochen, AuszeichnungChartplatzierungen (Jahr, Titel, Platzierungen, Wochen, Auszeichnungen, Anmerkungen) | Höchstplatzierung, Gesamtwochen, AuszeichnungChartplatzierungen (Jahr, Titel, Platzierungen, Wochen, Auszeichnungen, Anmerkungen) | Höchstplatzierung, Gesamtwochen, AuszeichnungChartplatzierungen (Jahr, Titel, Platzierungen, Wochen, Auszeichnungen, Anmerkungen) | Höchstplatzierung, Gesamtwochen, AuszeichnungChartplatzierungen (Jahr, Titel, Platzierungen, Wochen, Auszeichnungen, Anmerkungen) | Höchstplatzierung, Gesamtwochen, AuszeichnungChartplatzierungen (Jahr, Titel, Platzierungen, Wochen, Auszeichnungen, Anmerkungen) | Anmerkungen                                             |
| Jahr | Titel             | DE | CH | UK | FR | BEW | Anmerkungen                                             |
| ---- | ----------------- | --- | --- | --- | --- | --- | ------------------------------------------------------- |
| 2001 | Daho Live         | — | — | — | FR25 Gold · (19 Wo.)FR | BEW17 (5 Wo.)BEW | Erstveröffentlichung: 9. Oktober 2001 Verkäufe: + 7.500 |
| 2005 | Sortir ce soir    | — | CH96 (1 Wo.)CH | — | FR10 ×2Doppelgold · (38 Wo.)FR | BEW10 (25 Wo.)BEW | Erstveröffentlichung: 7. März 2005 Verkäufe: + 200.000  |
| 2009 | Daho Pleyel Paris | — | — | — | FR19 (9 Wo.)FR | BEW22 (7 Wo.)BEW | Erstveröffentlichung: 5. Juni 2009                      |
| 2024 | Étienne Live      | — | — | — | FR24 (6 Wo.)FR | BEW32 (4 Wo.)BEW | Erstveröffentlichung: 29. November 2024                 |

Weitere Livealben
- 1989: Live ED (FR: ×2Doppelgold , Verkäufe: + 200.000)
- 1994: Daholympia (FR: ×2Doppelgold , Verkäufe: + 200.000)

### Kompilationen
| Jahr | Titel                              | Höchstplatzierung, Gesamtwochen, AuszeichnungChartplatzierungen (Jahr, Titel, Platzierungen, Wochen, Auszeichnungen, Anmerkungen) | Höchstplatzierung, Gesamtwochen, AuszeichnungChartplatzierungen (Jahr, Titel, Platzierungen, Wochen, Auszeichnungen, Anmerkungen) | Höchstplatzierung, Gesamtwochen, AuszeichnungChartplatzierungen (Jahr, Titel, Platzierungen, Wochen, Auszeichnungen, Anmerkungen) | Höchstplatzierung, Gesamtwochen, AuszeichnungChartplatzierungen (Jahr, Titel, Platzierungen, Wochen, Auszeichnungen, Anmerkungen) | Höchstplatzierung, Gesamtwochen, AuszeichnungChartplatzierungen (Jahr, Titel, Platzierungen, Wochen, Auszeichnungen, Anmerkungen) | Anmerkungen                                                |
| Jahr | Titel                              | DE | CH | UK | FR | BEW | Anmerkungen                                                |
| ---- | ---------------------------------- | --- | --- | --- | --- | --- | ---------------------------------------------------------- |
| 1998 | Best Of – Daho Singles             | — | — | — | FR— PlatinFR | BEW4 Gold · (32 Wo.)BEW | Erstveröffentlichung: 9. November 1998 Verkäufe: + 325.000 |
| 2011 | Monsieur Daho                      | — | — | — | FR44 (8 Wo.)FR | BEW34 (11 Wo.)BEW | Erstveröffentlichung: 28. Oktober 2011                     |
| 2020 | Surf (Deluxe Remastered)           | — | — | — | FR55 (4 Wo.)FR | BEW59 (8 Wo.)BEW | Erstveröffentlichung: 4. Dezember 2020                     |
| 2021 | Il ne dira pas: Remixed & Revamped | — | — | — | FR161 (1 Wo.)FR | — | Erstveröffentlichung: 3. Dezember 2021                     |

Weitere Kompilationen
- 1987: Collection
- 1995: Popzone
- 2002: Dans la peau de Daho

### EPs
| Jahr | Titel                | Höchstplatzierung, Gesamtwochen, AuszeichnungChartplatzierungen (Jahr, Titel, Platzierungen, Wochen, Auszeichnungen, Anmerkungen) | Höchstplatzierung, Gesamtwochen, AuszeichnungChartplatzierungen (Jahr, Titel, Platzierungen, Wochen, Auszeichnungen, Anmerkungen) | Höchstplatzierung, Gesamtwochen, AuszeichnungChartplatzierungen (Jahr, Titel, Platzierungen, Wochen, Auszeichnungen, Anmerkungen) | Höchstplatzierung, Gesamtwochen, AuszeichnungChartplatzierungen (Jahr, Titel, Platzierungen, Wochen, Auszeichnungen, Anmerkungen) | Höchstplatzierung, Gesamtwochen, AuszeichnungChartplatzierungen (Jahr, Titel, Platzierungen, Wochen, Auszeichnungen, Anmerkungen) | Anmerkungen                                                                       |
| Jahr | Titel                | DE | CH | UK | FR | BEW | Anmerkungen                                                                       |
| ---- | -------------------- | --- | --- | --- | --- | --- | --------------------------------------------------------------------------------- |
| 1995 | Résérection          | — | — | UK50 (2 Wo.)UK | FR12 a (4 Wo.)FR | BEW22 a (6 Wo.)BEW | mit Saint Etienne als Saint Etienne Daho Erstveröffentlichung: 29. September 1995 |
| 2021 | The Virus X Perience | — | — | — | FR82 (1 Wo.)FR | BEW49 (1 Wo.)BEW | Erstveröffentlichung: 19. November 2021                                           |

## Singles

### Als Leadmusiker
| Jahr | Titel Album                                                       | Höchstplatzierung, Gesamtwochen, AuszeichnungChartplatzierungen (Jahr, Titel, Album, Platzierungen, Wochen, Auszeichnungen, Anmerkungen) | Höchstplatzierung, Gesamtwochen, AuszeichnungChartplatzierungen (Jahr, Titel, Album, Platzierungen, Wochen, Auszeichnungen, Anmerkungen) | Höchstplatzierung, Gesamtwochen, AuszeichnungChartplatzierungen (Jahr, Titel, Album, Platzierungen, Wochen, Auszeichnungen, Anmerkungen) | Höchstplatzierung, Gesamtwochen, AuszeichnungChartplatzierungen (Jahr, Titel, Album, Platzierungen, Wochen, Auszeichnungen, Anmerkungen) | Höchstplatzierung, Gesamtwochen, AuszeichnungChartplatzierungen (Jahr, Titel, Album, Platzierungen, Wochen, Auszeichnungen, Anmerkungen) | Anmerkungen                                                         |
| Jahr | Titel Album                                                       | DE | CH | UK | FR | BEW | Anmerkungen                                                         |
| ---- | ----------------------------------------------------------------- | --- | --- | --- | --- | --- | ------------------------------------------------------------------- |
| 1985 | Tombé pour la France                                              | — | — | — | FR13 (19 Wo.)FR | — |                                                                     |
| 1986 | Épaule tattoo Pop Satori                                          | — | — | — | FR39 (8 Wo.)FR | — |                                                                     |
| 1987 | Duel au soleil Pop Satori                                         | — | — | — | FR17 (16 Wo.)FR | — |                                                                     |
| 1988 | Bleu comme toi Pour nos vies martiennes                           | — | — | — | FR30 (15 Wo.)FR | — |                                                                     |
| 1991 | Saudade Paris ailleurs                                            | — | — | — | FR26 (9 Wo.)FR | — |                                                                     |
| 1992 | Des attractions désastre Paris ailleurs                           | — | — | — | FR25 (9 Wo.)FR | — |                                                                     |
| 1992 | Les voyages immobiles Paris ailleurs                              | — | — | — | FR37 (7 Wo.)FR | — |                                                                     |
| 1993 | Comme un igloo Paris ailleurs                                     | DE100 (1 Wo.)DE | — | — | — | — | Erstveröffentlichung: 26. Januar 1993                               |
| 1993 | Mon manège à moi Daholympia                                       | — | — | — | FR4 (21 Wo.)FR | — | Erstveröffentlichung: 16. November 1993                             |
| 1998 | Le premier jour Singles                                           | — | — | — | FR30 (25 Wo.)FR | BEW22 (9 Wo.)BEW | Erstveröffentlichung: 20. März 1998                                 |
| 2001 | Rendez-vous à Vedra Corps et Armes                                | — | — | — | FR71 (4 Wo.)FR | — |                                                                     |
| 2001 | Comme un boomerang Daho Live                                      | — | — | — | FR6 Gold · (31 Wo.)FR | BEW23 (10 Wo.)BEW | Erstveröffentlichung: 26. November 2001 mit Dani Verkäufe: + 75.000 |
| 2004 | If Réévolution                                                    | — | CH98 (1 Wo.)CH | — | FR42 (13 Wo.)FR | BEW21 (9 Wo.)BEW | Erstveröffentlichung: 29. März 2004 mit Charlotte Gainsbourg        |
| 2013 | Les chansons de l’innocence Les chansons de l’innocence retrouvée | — | — | — | FR64 (5 Wo.)FR | — | Erstveröffentlichung: 10. Juni 2013                                 |
| 2013 | La peau dure Les chansons de l’innocence retrouvée                | — | — | — | FR64 (7 Wo.)FR | — | Erstveröffentlichung: 9. September 2013                             |
| 2015 | Paris sens interdits L’homme qui marche – Best of Etienne Daho    | — | — | — | FR84 (1 Wo.)FR | — | Erstveröffentlichung: 6. November 2015                              |

grau schraffiert: keine Chartdaten aus diesem Jahr verfügbar

### Als Gastmusiker
| Jahr | Titel Album                                          | Höchstplatzierung, Gesamtwochen, AuszeichnungChartplatzierungen (Jahr, Titel, Album, Platzierungen, Wochen, Auszeichnungen, Anmerkungen) | Höchstplatzierung, Gesamtwochen, AuszeichnungChartplatzierungen (Jahr, Titel, Album, Platzierungen, Wochen, Auszeichnungen, Anmerkungen) | Höchstplatzierung, Gesamtwochen, AuszeichnungChartplatzierungen (Jahr, Titel, Album, Platzierungen, Wochen, Auszeichnungen, Anmerkungen) | Höchstplatzierung, Gesamtwochen, AuszeichnungChartplatzierungen (Jahr, Titel, Album, Platzierungen, Wochen, Auszeichnungen, Anmerkungen) | Höchstplatzierung, Gesamtwochen, AuszeichnungChartplatzierungen (Jahr, Titel, Album, Platzierungen, Wochen, Auszeichnungen, Anmerkungen) | Anmerkungen                        |
| Jahr | Titel Album                                          | DE | CH | UK | FR | BEW | Anmerkungen                        |
| ---- | ---------------------------------------------------- | --- | --- | --- | --- | --- | ---------------------------------- |
| 1996 | Tous les goûts sont dans ma nature Brèves Rencontres | — | — | — | FR39 (3 Wo.)FR | — | Jacques Dutronc feat. Étienne Daho |
| 1996 | He’s on the Phone –                                  | — | — | UK22 (8 Wo.)UK | — | — | Saint Etienne feat. Étienne Daho   |

## Videoalben
- 2005: Sortir ce soir (FR: Platin, Verkäufe: + 15.000)

## Statistik

### Chartauswertung
|                     | DE    | CH    | UK    | FR     | BEW      |
| ------------------- | ----- | ----- | ----- | ------ | -------- |
| Nummer-eins-Alben   | DE—DE | CH—CH | UK—UK | FR2FR  | BEW1BEW  |
| Top-10-Alben        | DE—DE | CH1CH | UK—UK | FR6FR  | BEW9BEW  |
| Alben in den Charts | DE—DE | CH7CH | UK1UK | FR15FR | BEW16BEW |

|                       | DE    | CH    | UK    | FR     | BEW     |
| --------------------- | ----- | ----- | ----- | ------ | ------- |
| Nummer-eins-Singles   | DE—DE | CH—CH | UK—UK | FR—FR  | BEW—BEW |
| Top-10-Singles        | DE—DE | CH—CH | UK—UK | FR2FR  | BEW—BEW |
| Singles in den Charts | DE1DE | CH1CH | UK1UK | FR15FR | BEW3BEW |

### Auszeichnungen für Musikverkäufe
Anmerkung: Auszeichnungen in Ländern aus den Charttabellen bzw. Chartboxen sind in ebendiesen zu finden.
| Land/RegionAuszeichnungen für Musikverkäufe (Land/Region, Auszeichnungen, Verkäufe, Quellen) | Gold       | Platin     | Verkäufe  | Quellen                     |
| -------------------------------------------------------------------------------------------- | ---------- | ---------- | --------- | --------------------------- |
| Belgien (BRMA)                                                                               | Gold1      | —          | 25.000    | ultratop.be                 |
| Frankreich (SNEP)                                                                            | 14× Gold14 | 7× Platin7 | 2.830.000 | infodisc.fr snepmusique.com |
| Insgesamt                                                                                    | 15× Gold15 | 7× Platin7 |           |                             |